# Jacob de Haan
Jacob de Haan (Heerenveen, Països Baixos, 28 de març de 1959) és un compositor neerlandès.
Va rebre la seva educació musical al State Music Academy de Ljouwert, on va estudiar orgue i llenguatge musical. Va créixer en una família vinculada amb la música (el seu germà Jan de Haan és també compositor). Agraeix les lliçons de piano i trompeta que va rebre quan era petit, que el varen ajudar a desenvolupar la seva creativitat com a compositor. A principis dels anys 80 fou quan va publicar les seves primeres obres, i quan va començar a tenir èxit com a compositor per a banda. És famós per les seves bandes sonores i per la combinació d'estils. Potser la peça més coneguda sigui Oregon. El seu repertori per a banda de música consisteix en obres en diferent grau de dificultat, petites peces de concert i peces populars. A més, també ha realitzat alguns arranjaments per orquestra i cor.
Com a resultat, actualment és professor especialitzat en arranjaments d'aquesta mateixa acadèmia. Jacob de Haan viu a la ciutat de Rotterdam (Països Baixos) on treballa principalment com a compositor. A vegades el requereixen com a convidat per interpretar les seves pròpies obres i com a jutge a competicions internacionals. Com a director convidat ha treballat a diversos llocs, com Austràlia, Suïssa, Eslovènia, Àustria, Alemanya, Itàlia, França o Bèlgica. A més, és director i productor de nombrosos enregistraments amb bandes de concert professionals.

## Obres
| - Adagietto - Adagio (T. Albinoni) - Ammerland - Arioso (J. S. Bach) - Band Time Expert - Border Zone - Bridge Between Nations - Caribbean Variation - Choral Music - Concerto d'Amore - Contrasto Grosso - Cornfield Rock - Crazy Music in the Air - Cut Named Bumpers, Euphonium Solo - Dakota - Diogenes - Discoduction - Eine Kleine Christmas Music - Everest (Marxa de concert) - First Class - Shepherd Four Songs - Fox from the North - Free World Fantasy - Fresena - German Love-song - Grounds - Hanseatic Suite - Introitus - Kraftwerk - La Storia - Legend of the Mountain - Let Me Weep (Lascia ch'io pianga) - Majestic Prelude - Martini - Missa Katharina | - Nerval's Poems - Nordic Fanfare and Hymn - Norwegian Songs - Oregon - Pacific Dreams - Pasadena - Pastorale Symphonique - Pioneers of the Lowlands (marxa) - 'Psalm 150' in 'Mijn ziel prijst in Looft de Heer' - Queen's Park Melody - Remembrance Day (Totengedenken) - Ross Roy - San Diego - Singapore Rhapsody - So nimm denn meine Hände (arr. Jacob de Haan) - Song of Liberation - Song of Praise - Stille Nacht (arr.) - Suite symetrique - Symphonic Variations - The Blues Factory - The Book of Urizen - The Fields - The Heart of Lithuania - The Musical Village - The Saint and the City - The Spirit of Christmas - The Universal Band Collection - Toccata from Totengedenken - Utopia - Variazioni in Blue - Virginia - Westfort Overture - Yellow Mountains |